# Dasychira ilesha
Dasychira ilesha är en fjärilsart som beskrevs av Collenette 1931. Dasychira ilesha ingår i släktet Dasychira och familjen tofsspinnare. Inga underarter finns listade i Catalogue of Life.